# Ridgeway, Ohio
Ridgeway är en ort i Hardin County i delstaten Ohio, USA.